# Немиринецька сільська рада (Старокостянтинівський район)
Немирине́цька сільська́ ра́да — адміністративно-територіальна одиниця та орган місцевого самоврядування у Старокостянтинівському районі Хмельницької області. Адміністративний центр — село Немиринці.

## Загальні відомості
Немиринецька сільська рада утворена в 1929 році.
- Територія ради: 35,007 км²
- Населення ради: 865 осіб (станом на 2001 рік)
- Територією ради протікає річка Іква

## Населені пункти
Сільській раді підпорядковані населені пункти:
- с. Немиринці
- с. Берегелі
- с. Деркачі
- с. Кантівка

## Склад ради
Рада складається з 16 депутатів та голови.
- Голова ради: Москалюк Олег Леонтійович
- Секретар ради: Ковальчук Оксана Петрівна

### Керівний склад попередніх скликань
| Прізвище, ім'я, по батькові | Основні відомості                                                         | Дата обрання | Дата звільнення |
| --------------------------- | ------------------------------------------------------------------------- | ------------ | --------------- |
| Москалюк Олег Леонтійович   | Сільський голова, 1967 року народження, освіта вища, член Народної партії | 26.03.2006   | 31.10.2010      |
| Москалюк Олег Леонтійович   | Сільський голова, 1967 року народження, освіта вища, член Народної партії | 31.10.2010   |                 |

Примітка: таблиця складена за даними сайту Верховної Ради України

### Депутати
За результатами місцевих виборів 2010 року депутатами ради стали:

#### За суб'єктами висування
| Суб'єкт висування                                                                    | Кількість обраних депутатів | %    |
| ------------------------------------------------------------------------------------ | --------------------------- | ---- |
| Партія регіонів                                                                      | 5                           | 31,3 |
| Політична партія «УДАР (Український Демократичний Альянс за Реформи) Віталія Кличка» | 4                           | 25   |
| Народна партія                                                                       | 3                           | 18,8 |
| Політична партія «Сильна Україна»                                                    | 2                           | 12,5 |
| Єдиний Центр                                                                         | 1                           | 6,3  |
| Комуністична партія України                                                          | 1                           | 6,3  |

#### За округами
| № округу                                                                             | Прізвище, ім'я, по батькові     | Дата визнання обраним | Освіта             | Партійна приналежність                                                                     | Відомості про обраного депутата                 |
| ------------------------------------------------------------------------------------ | ------------------------------- | --------------------- | ------------------ | ------------------------------------------------------------------------------------------ | ----------------------------------------------- |
| Єдиний Центр                                                                         |                                 |                       |                    |                                                                                            |                                                 |
| 6                                                                                    | Вовнянко Леонід Геннадійович    | 05.11.2010            | вища               | член Єдиного Центру                                                                        | приватний підприємець                           |
| Комуністична партія України                                                          |                                 |                       |                    |                                                                                            |                                                 |
| 14                                                                                   | Заставнюк Василь Павлович       | 05.11.2010            | середня спеціальна | член Комуністичної партії України                                                          | пенсіонер                                       |
| Народна Партія                                                                       |                                 |                       |                    |                                                                                            |                                                 |
| 8                                                                                    | Сікірніцька Надія Миколаївна    | 05.11.2010            | середня            | член Народної партії                                                                       | тимчасово не працює                             |
| 10                                                                                   | Москалюк Любов Іванівна         | 05.11.2010            | вища               | член Народної партії                                                                       | Немиринецька сільська рада, касир               |
| 12                                                                                   | Ковальчук Анатолій Анатолійович | 05.11.2010            | середня спеціальна | член Народної партії                                                                       | Рибдільниця с. Кантівка, бригадир               |
| Партія регіонів                                                                      |                                 |                       |                    |                                                                                            |                                                 |
| 5                                                                                    | Андрійчук Ганна Андріївна       | 05.11.2010            | незакінчена вища   | член Партії регіонів                                                                       | тимчасово не працює                             |
| 7                                                                                    | Мартинюк Микола Петрович        | 05.11.2010            | середня            | член Партії регіонів                                                                       | Немиринецька загальноосвітня школа, бібліотекар |
| 9                                                                                    | Кіра Юрій Анатолійович          | 05.11.2010            | середня            | член Партії регіонів                                                                       | тимчасово не працює                             |
| 15                                                                                   | Ковальчук Оксана Петрівна       | 05.11.2010            | середня            | член Партії регіонів                                                                       | Немиринецька сільська рада, головний бухгалтер  |
| 16                                                                                   | Вдович Микола Григорович        | 05.11.2010            | незакінчена вища   | член Партії регіонів                                                                       | тимчасово не працює                             |
| Політична партія «Сильна Україна»                                                    |                                 |                       |                    |                                                                                            |                                                 |
| 3                                                                                    | Ільчук Тетяна Леонтіївна        | 05.11.2010            | середня            | член Політичної партії «Сильна Україна»                                                    | ФГ «Аніка», головний бухгалтер                  |
| 4                                                                                    | Рабцун Галина Сергіївна         | 05.11.2010            | вища               | член Політичної партії «Сильна Україна»                                                    | Немиринецька загальноосвітня школа, продавець   |
| Політична партія «УДАР (Український Демократичний Альянс за Реформи) Віталія Кличка» |                                 |                       |                    |                                                                                            |                                                 |
| 1                                                                                    | Азарова Наталія Олексіївна      | 05.11.2010            | вища               | член Політичної партії «УДАР (Український Демократичний Альянс за Реформи) Віталія Кличка» | ПП «Гетьман», головний бухгалтер                |
| 2                                                                                    | Тоненчук Олександр Петрович     | 05.11.2010            | вища               | член Політичної партії «УДАР (Український Демократичний Альянс за Реформи) Віталія Кличка» | Немиринецька загальноосвітня школа, водій       |
| 11                                                                                   | Дацюк Наталія Михайлівна        | 05.11.2010            | середня            | член Політичної партії «УДАР (Український Демократичний Альянс за Реформи) Віталія Кличка» | ПП" Гетьман", вагар                             |
| 13                                                                                   | Бідасюк Ігор Леонідович         | 05.11.2010            | середня            | член Політичної партії «УДАР (Український Демократичний Альянс за Реформи) Віталія Кличка» | ФГ «Бідасюк І. Л.», голова                      |